# Olivier Schwartz

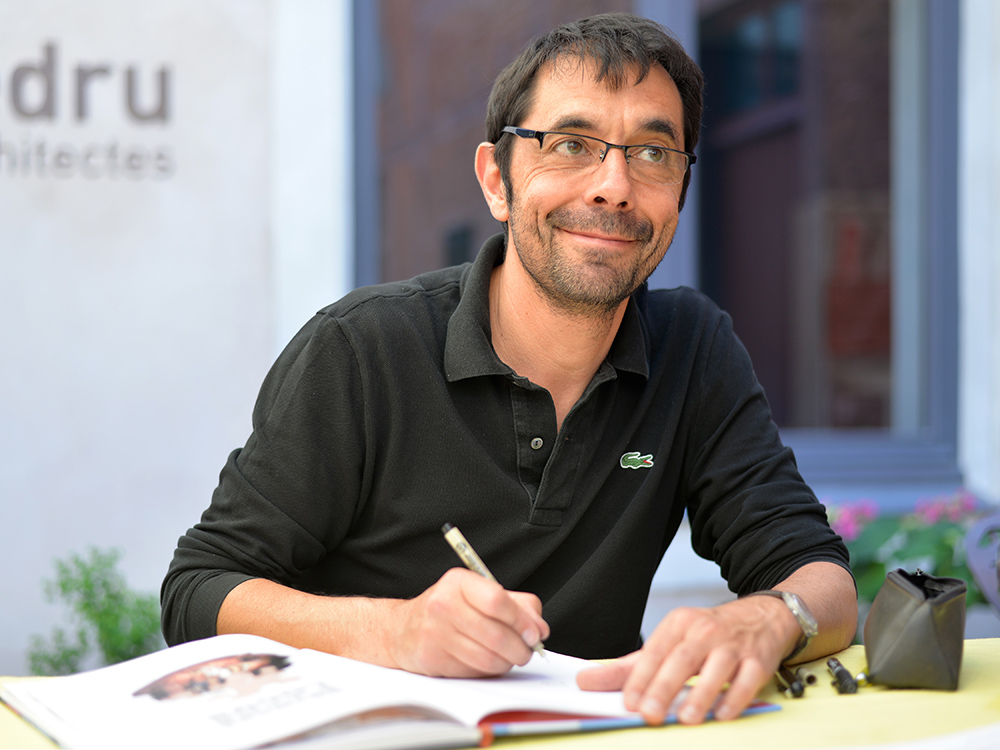
Schwartz (2014)

Olivier Schwartz (* 18. Februar 1963 in Nogent-sur-Marne) ist ein französischer Comiczeichner.

## Leben
Olivier Schwartz ließ sich vom Atomstil, einer Abwandlung der Ligne claire, inspirieren und debütierte dann im Jahr 1983 im Comicmagazin Plein la gueule pour pas un rond. Später veröffentlichte er sein erstes Comicalbum beim Verlag Milan Presse. Danach erschien seine Serie Fanny, Raf und Angelo in Zusammenarbeit mit dem Szenarist Christian Goux.
Seit dem Jahr 1993 arbeitet Schwartz mit Louis Fonteneau zusammen, mit dem er die Serie Les Enquêtes de L’inspecteur Bayard, die an ein jüngeres Publikum gerichtet ist, schuf.
Nachdem Schwartz Yann kennengelernt hatte, beschloss Schwartz, die Serie Les Enquêtes de L’inspecteur Bayard zu beenden.
Mit Yann zeichnet er seit 2009 einige One-Shots von Spirou und Fantasio. Bis jetzt sind von ihnen aus dieser Reihe die Bände Operation Fledermaus (2009) und Die Leopardenfrau (2014) mit der Fortsetzung Der Meister der schwarzen Hostien (2016) erschienen.
In dieser Zusammenarbeit erschien außerdem der erste Band der auf zwei Bände angelegten Geschichte Gringos Locos, eine Hommage an Jijé, André Franquin und Morris. Die Geschichte ist zwar frei erfunden, die Idee kam aber, weil dieses Trio einmal in den USA auf der Suche nach Arbeit als Zeichentrickproduzent war. Nach Einsprüchen der Erben von Jijé ist der zweite Band nie erschienen.

## Werke (Auswahl)
- 1993 bis 2010: Les Enquêtes de L’inspecteur Bayard, 18 Bände mit Louis Fonteneau
- seit 2009: Spirou und Fantasio (One-Shot), 3 Bände mit Yann
- 2012: Gringos Locos, ein Band mit Yann